# Brisbane Heights
Brisbane Heights är en kulle i Antarktis. Den ligger på Coronation Island i Sydorkneyöarna. Argentina och Storbritannien gör anspråk på området. Toppen på Brisbane Heights är 972 meter över havet, eller 52 meter över den omgivande terrängen. Bredden vid basen är 0,94 km.
Terrängen runt Brisbane Heights är kuperad söderut, men norrut är den bergig. Trakten är obefolkad.